# Milaan-San Remo 1934
De wielerwedstrijd Milaan-San Remo 1934 werd gereden op 26 maart 1934. Het parcours van deze 27e editie bedroeg een afstand van 281,5 kilometer. 
De wedstrijd werd gewonnen door Joseph Demuysere, op de voet gevolgd door Giovanni Cazzulani en Francesco Camusso. 23 renners werden samen op de 17e plaats geplaatst Battista Astrua, Gaspare Babini, Giuseppe Baroni, Luigi Barral, Fabio Battesini, Giulio Campastro, Mario Cipriani, August Erne, Antonio Folco, Mario Fraccaroli, Rinaldo Gerini, Ludwig Geyer, Michele Grassi, Andrea Minasso, Ernesto Merlini, Ambrogio Morelli, Antonio Pesenti, Carlo Rovida, Giuseppe Soffietti, Orlando Teani, Erich Ussat, Angelo Varetto en Augusto Zanzi.

## Deelnemende ploegen
| Deelnemende teams | Deelnemende teams    | Deelnemende teams | Deelnemende teams         |
| ----------------- | -------------------- | ----------------- | ------------------------- |
| Bianchi           | Oscar Egg-Hutchinson | Gloria            | Legnano                   |
| Ganna             | Frejus               | Olympia           | Labor                     |
| Dei               | Olympia              | Dürkopp           | SS Girardengo             |
| MVSN-La Spezia    | Diamant              | SC Nazzaro Torino | Génial Lucifer-Hutchinson |
| US Canelli        |                      |                   |                           |

## Uitslag
| Milaan–San Remo 1934 |                    |                      |          |
| Plaats               | Naam               | Ploeg                | Tijd     |
| Winnaar              | Joseph Demuysere   | Génial-Lucifer       | 7u49'30" |
| 2                    | Giovanni Cazzulani | Gloria               | +1'40"   |
| 3                    | Francesco Camusso  | Gloria               | +3'00"   |
| 4                    | Aldo Canazza       | Gloria               | +3'30"   |
| 5                    | Giuseppe Graglia   | Individueel          | z.t.     |
| 6                    | Giuseppe Cassin    | Individueel          | z.t.     |
| 7                    | Bernardo Rogora    | Gloria               | z.t.     |
| 8                    | Michele Mara       | Bianchi              | z.t.     |
| 9                    | Carlo Romanatti    | Ganna                | z.t.     |
| 10                   | Félicien Vervaecke | Labor                | z.t.     |
| 11                   | Herbert Sieronski  | Dei                  | +4'30"   |
| 12                   | Michele Orecchia   | Gloria               | +6'00"   |
| 13                   | Paul Egli          | Oscar Egg-Hutchinson | +8'00"   |
| 14                   | Severino Canavesi  | Legnano              | 11'20"   |
| 15                   | Karl Altenburger   | Dürkopp              | +13'48"  |
| 16                   | Raffaele Di Paco   | Olympia              | z.t.     |

1907 · 1908 · 1909 · 1910 · 1911 · 1912 · 1913 · 1914 · 1915 · 1916 · 1917 · 1918 · 1919 · 1920 · 1921 · 1922 · 1923 · 1924 · 1925 · 1926 · 1927 · 1928 · 1929 · 1930 · 1931 · 1932 · 1933 · 1934 · 1935 · 1936 · 1937 · 1938 · 1939 · 1940 · 1941 · 1942 · 1943 · 1944 · 1945 · 1946 · 1947 · 1948 · 1949 · 1950 · 1951 · 1952 · 1953 · 1954 · 1955 · 1956 · 1957 · 1958 · 1959 · 1960 · 1961 · 1962 · 1963 · 1964 · 1965 · 1966 · 1967 · 1968 · 1969 · 1970 · 1971 · 1972 · 1973 · 1974 · 1975 · 1976 · 1977 · 1978 · 1979 · 1980 · 1981 · 1982 · 1983 · 1984 · 1985 · 1986 · 1987 · 1988 · 1989 · 1990 · 1991 · 1992 · 1993 · 1994 · 1995 · 1996 · 1997 · 1998 · 1999 · 2000 · 2001 · 2002 · 2003 · 2004 · 2005 · 2006 · 2007 · 2008 · 2009 · 2010 · 2011 · 2012 · 2013 · 2014 · 2015 · 2016 · 2017 · 2018 · 2019 · 2020 · 2021 · 2022 · 2023 · 2024 · 2025
Lijst van beklimmingen